# Línea 3 (Tucumán)
La Línea 3 es una línea de colectivos urbana de San Miguel de Tucumán, Tucumán, Argentina. Esta es operada por Transportes Yerba Buena, conectando las zonas suroeste y nordeste de la capital.

## Recorrido

### Ramal San Ramón- Lavalle- Monteagudo[1][2]
Av. de Circunvalación, Av. San Ramón, Av. J. B. Justo, Av. Fco. de Aguirre, Rivadavia, Estrada, Av. Juan B. Justo, Av. Avellaneda, Araoz, Av. Brígido Terán, Domingo García, Sáenz Peña, San Lorenzo, Chacabuco, Lamadrid, Adolfo de la Vega, Diag. Juan XXIII, Av. Roca, Diag. Elmina Paz de Gallo, Av. Independencia, Rufino Cossío, Matheu, Torres Posee, Malabia, Rufino Cossío, Lamadrid, Rojas Paz, Av. Independencia, Diag. Elmina Paz de Gallo, Diag. Juan XXIII, Lavalle, Buenos Aires, Crisóstomo Álvarez, Entre Ríos, Monteagudo, Córdoba, Laprida, España, Monteagudo, Av. Fco. de Aguirre, Av. Juan B. Justo, Av. San Ramón, Av. de Circunvalación.

### Ramal San Ramón- Avenida Roca- Avenida Juan B. Justo[3][4]
Av. de Circunvalación, Av. San Ramón, Av. J. B. Justo, Av. Avellaneda, Marcos Paz, Salta, Córdoba, José Colombres, Alberdi, Lamadrid, Adolfo De la Vega, Juan XXIII, Paz de Gallo, Av. Independencia, Torres Posse, Malabia, Rufino Cossío, Florida, Rojas Paz, Av. Independencia, Diag. Elmina Paz de Gallo, Juan XXIII, Lavalle, Buenos Aires, Crisóstomo Álvarez, Entre Ríos, Monteagudo, Córdoba, Laprida, España, Av. Juan B. Justo, Av. San Ramón, Av. de Circunvalación.

## Lugares de Interés
- Parque Avellaneda
- Museo Casa Histórica de la Independencia
- Plaza San Martín
- Hospital Padilla
- Plaza Belgrano
- Cementerio del Norte